# Niemiecka Wspólnota Badawcza
Niemiecka Wspólnota Badawcza (niem. Deutsche Forschungsgemeinschaft, DFG) – niemiecka organizacja z siedzibą w Bonn, zajmująca się wspieraniem badań naukowych i rozwoju nauki w kraju. DFG została założona w 1951 roku. DFG pozostaje kluczowym elementem niemieckiego ekosystemu badawczego, odgrywając istotną rolę w promowaniu innowacji i wspieraniu naukowców w dążeniu do odkryć naukowych.

## Historia
DFG powstała z inicjatywy naukowców, którzy dążyli do stworzenia instytucji wspierającej badania w różnych dziedzinach nauki. Jej historia jest związana z ewolucją systemu badawczego w Niemczech, szczególnie po II wojnie światowej, kiedy to DFG stała się jednym z głównych graczy w odbudowie i rozwoju badań naukowych w kraju.